# Haigerloch
Haigerloch là một thị trấn nằm ở phía tây bắc dãy núi Swabia Alb, thuộc huyện Zollernalbkreis, bang Baden-Württemberg, Đức.